# تورا-سان در نقش کوپیدو
تورا-سان در نقش کوپیدو (انگلیسی: Tora-san Plays Cupid) یک فیلم کمدی ژاپنی محصول ۱۹۷۷ به کارگردانی یوجی یامادا است. این فیلم بیستمین فیلم از مجموعه محبوب و طولانی‌مدت اوتوکو وا تسورای یو است. کوپیدو به معنای خدای عشق است.

## خلاصه
تورا سان در خواستگاری مستأجر خانه عمویش، ریوسکه، نقش بازی می‌کند و سعی می‌کند یک رابطه عاشقانه بین ریوسکه و ساچیکو دختر که در رستوران محله کار می‌کند، ترتیب دهد. توصیه‌های او فاجعه‌آمیز است و منجر به خودکشی ناموفق ریوسکه و بازگشت او به زادگاهش می‌شود. تورا سان که نگران اوست برای جویا شدن از وضع و حالش به شهرستان می‌رود و در عوض عاشق خواهر بزرگتر ریوسکه می‌شود.

## ارزیابی انتقادی
کیوشی آتسومی در مراسم جایزه آکادمی فیلم ژاپن برای بازی در «تورا-سان در نقش کوپیدو»، و «یاتسوهاکا-مورا» نامزد دریافت جایزه بهترین بازیگر مرد شد. (همه در سال ۱۹۷۷). چیکو بایشو نیز در همین مراسم نامزد بهترین بازیگر زن و شینوبو اوتاکه برای بهترین بازیگر نقش مکمل زن شدند.
استوارت گالبریث چهارم این فیلم را به عنوان یک مدخل خوب دیگر در مجموعه اوتوکو وا تسورای یو، خنده دار و با بازیگران مکمل قوی قضاوت می‌کند.